# Le Pin (Calvados)
Le Pin ist eine französische Gemeinde mit 806 Einwohnern (Stand 1. Januar 2022) im Département Calvados in der Region Normandie (vor 2016 Basse-Normandie). Sie gehört zum Kanton Pont-l’Évêque im Arrondissement Lisieux. Die Einwohner werden Pinois genannt.

## Geographie
Le Pin liegt etwa 52 Kilometer ostnordöstlich von Caen und etwa 36 Kilometer südsüdwestlich von Le Havre in der Landschaft Pays d’Auge. Umgeben wird Le Pin von den Nachbargemeinden Le Faulq im Norden, Saint-Pierre-de-Cormeilles im Nordosten und Osten, Asnières im Osten und Südosten, Moyaux im Süden, Saint-Philbert-des-Champs im Westen sowie Le Brévedent im Nordwesten.

## Bevölkerungsentwicklung
| Jahr                       | 1962 | 1968 | 1975 | 1982 | 1990 | 1999 | 2006 | 2019 |
| Einwohner                  | 382  | 372  | 314  | 389  | 477  | 481  | 680  | 813  |
| Quellen: Cassini und INSEE |      |      |      |      |      |      |      |      |

## Sehenswürdigkeiten
- Kirche Notre-Dame aus dem 16. Jahrhundert
- altes Pfarrhaus (heutiges Rathaus)
- Schloss Le Pin aus dem 17. Jahrhundert, Monument historique

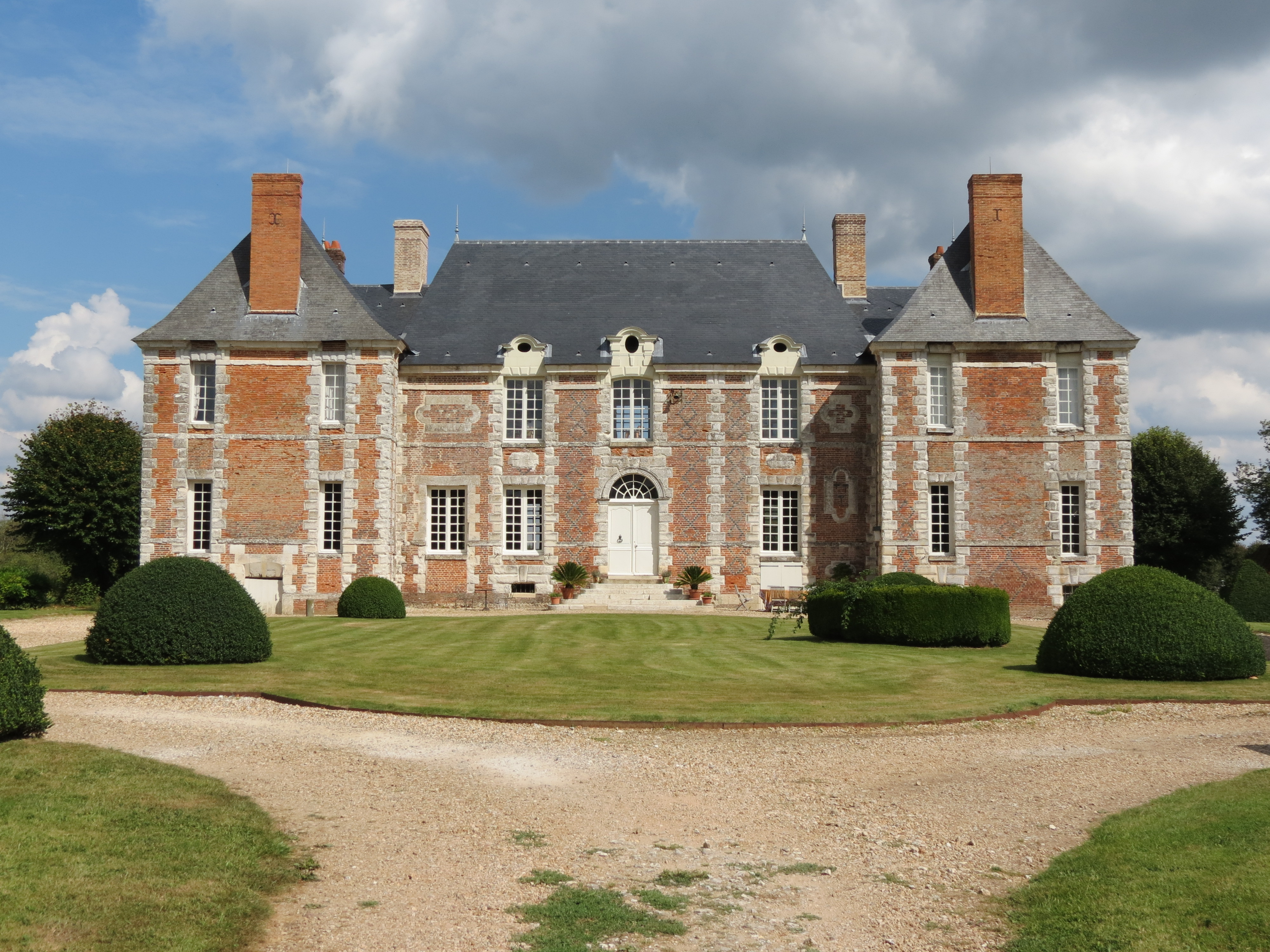
Schloss Le Pin